# Deuxième bataille du Mont Hermon
Guerre du Kippour
Batailles
- Opération Badr (1973)
- Bataille aérienne d'Ofira
- Première bataille du Mont Hermon
- Bataille de Lattaquié
- Deuxième bataille du Mont Hermon
- Bataille de Damiette (1973)
- Bataille aérienne d'El Mansoura
- Troisième bataille du Mont Hermon

La deuxième bataille du Mont Hermon a été livrée le 8 octobre 1973, au cours de la Guerre du Kippour entre l'armée syrienne et Tsahal. Après que l'avant-poste des Israéliens sur le mont Hermon eut été capturé par la Syrie le 6 octobre, Israël décida de lancer une contre-attaque. Les Syriens repoussèrent l'attaque et tinrent le Mont Hermon jusqu'au 21 octobre.
Le 21 octobre, les Israéliens lancèrent une contre-attaque baptisée « Opération Dessert » (en hébreu: מבצע קינוח, Mivtza Kinu'ah) et reprirent le contrôle du mont Hermon.